# Fuerza política
Las fuerzas políticas son, desde el punto de vista de los estudios de la sociedad política y sus Instituciones, todas aquellas formaciones sociales que tienden a establecer, mantener o transformar el orden jurídico fundamental, en lo relativo a la organización y ejercicio del poder, según una interpretación ideológica de la sociedad. Según el número de individuos que las conforman, se clasifican en fuerzas políticas individuales y fuerzas políticas colectivas.

## Fuerzas políticas individuales
Implican la existencia de un solo individuo que está dotado de gran influencia en el medio político, que propugna ideologías fuertes y bien estructuradas, a las cuales adhieren muchos individuos que se identifican con esa persona. Por lo general, están en permanente contacto con la gente y sus dotes de oratoria y carisma juegan un rol fundamental.
No necesariamente deben ser políticos ni adherentes a algún partido político; basta su sola injerencia en los asuntos de Estado, sociedad, economía, etc. Su parecer y pensamientos quedan plasmados en la colectividad. Ejemplos:
- Franklin Delano Roosevelt
- Arturo Alessandri Palma
- Winston Churchill

## Fuerzas políticas colectivas
Agrupaciones o formaciones de personas, que varían en número y cantidad, que también poseen y expresan, o están impregnados de ideas o ideologías respecto de los asuntos propios de la sociedad en todo aspecto. Se clasifican en organizadas y no organizadas:
Fuerzas políticas colectivas organizadas
- Partido político
- Grupo parapartidista
- Grupo de presión

Fuerzas políticas colectivas no organizadas
- Opinión pública
- Movimiento estudiantil
- Clases sociales

- Datos: Q5870731